# Sharon Marcus

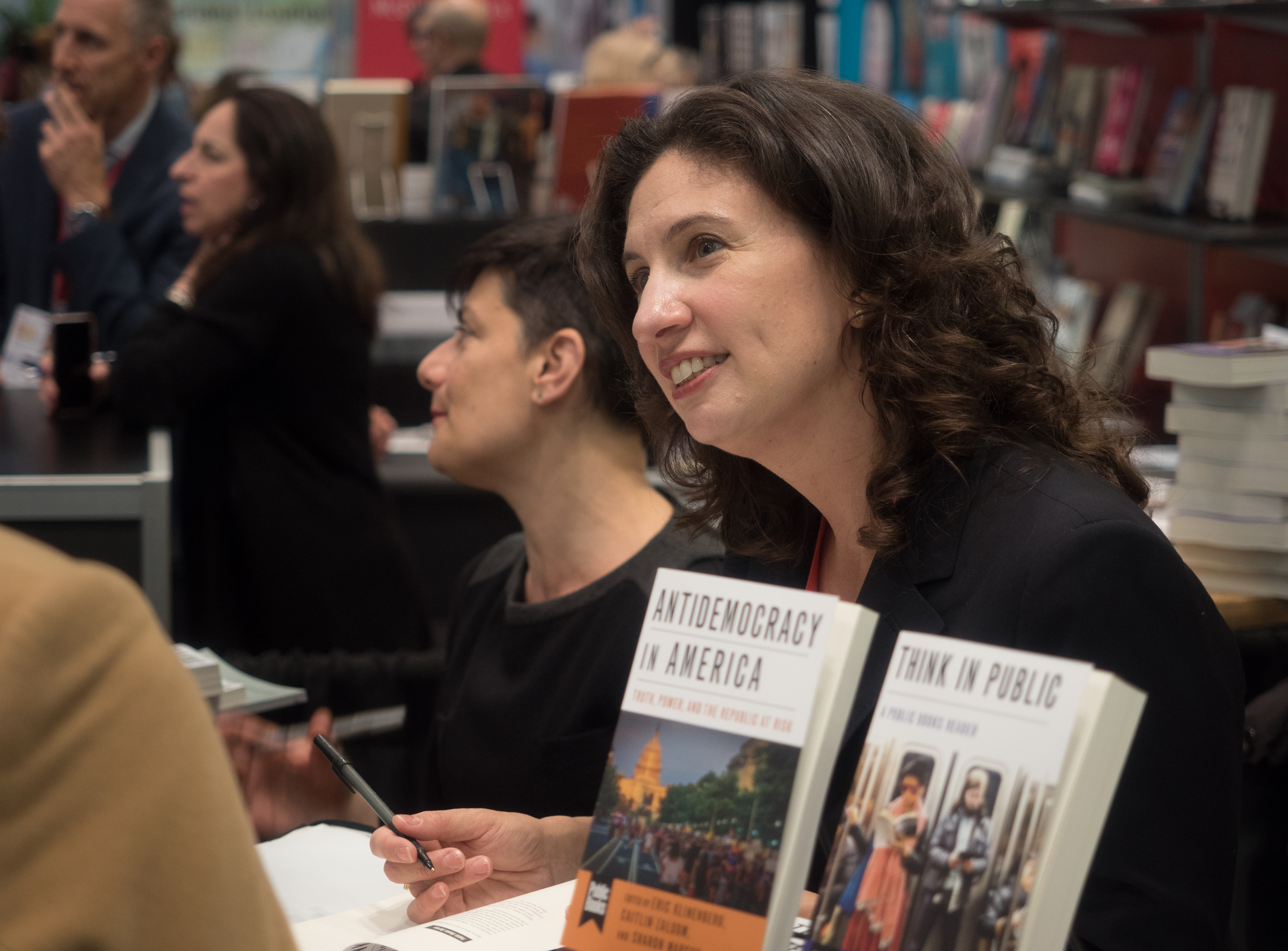
Sharon Marcus, 2019

Sharon Marcus (* 19. Mai 1966) ist eine US-amerikanische Autorin, Anglistin und Feministin.

## Leben
Marcus studierte bis 1985 an der Brown University englische Literatur und erhielt im Jahre 1995 den Doktorgrad (Ph.D.) in vergleichender Literatur an der Johns Hopkins University.
Nach vielen Jahren des Lehrens als außerordentliche Professorin am Lehrstuhl für Anglistik an der University of California in Berkeley wechselte sie 2003 als Hochschullehrerin an die Columbia University.
Sie beschäftigt sich als Anglistin und Autorin unter anderem mit folgenden Themenschwerpunkten: Französische und englische Literatur des 19. Jahrhunderts, die Beziehung zwischen Literatur und städtischer Kultur und Architektur sowie Feminismus und Homosexualität. Ihr Buch Between Women wurde mehrfach ausgezeichnet, darunter 2008 mit dem Lambda Literary Award in der Kategorie LGBT Studies. Im Februar 2019 verstarb ihre Ehefrau Ellis Avery an Krebs.

## Veröffentlichungen
- Fighting Bodies, Fighting Words. A Theory and Politics of Rape Prevention. In: Judith Butler, Joan W. Scott (Hrsg.): Feminists Theorize the Political. New York, London Routledge, 1992, ISBN 0415902738 oder ISBN 0415902746, S. 385–403.
- Queer theory for everyone. In: Journal of women in culture and society. Jahrgang 31, Nr. 1, 2005, Chicago, Ill., S. 191–218.
- Reflections on Victorian fashion plates. In: Differences. A journal of feminist cultural studies. Jahrgang 14, Nr. 3, 2003, Bloomington, Ind., S. 4–33.
- Apartment Stories. City and Home in Nineteenth-Century Paris and London. University of California Press, Berkeley 1999, ISBN 0-520-21726-8.
- Between Women: Friendship, Desire, and Marriage in Victorian England. ISBN 0-691-12835-9.

## Auszeichnungen (Auswahl)
- 2008: Lambda Literary Award für Between Women